# Antoine Perrenot de Granvelle
Antoine Perrenot de Granvelle (Besançon, 20 de agosto de 1517 - Madrid, 21 de setembro de 1586), conde de La Baume Saint Amour, foi um estadista, feito cardeal, que seguiu seu pai como ministro principal dos Habsburgos espanhóis, e foi um dos políticos europeus mais influentes durante a época que se seguiu imediatamente ao surgimento do protestantismo na Europa; "o estadista imperial dominante de todo o século". Ele também foi um notável colecionador de arte, o "maior colecionador particular de seu tempo, o amigo e patrono de Ticiano e Leoni e muitos outros artistas".

## Carreira

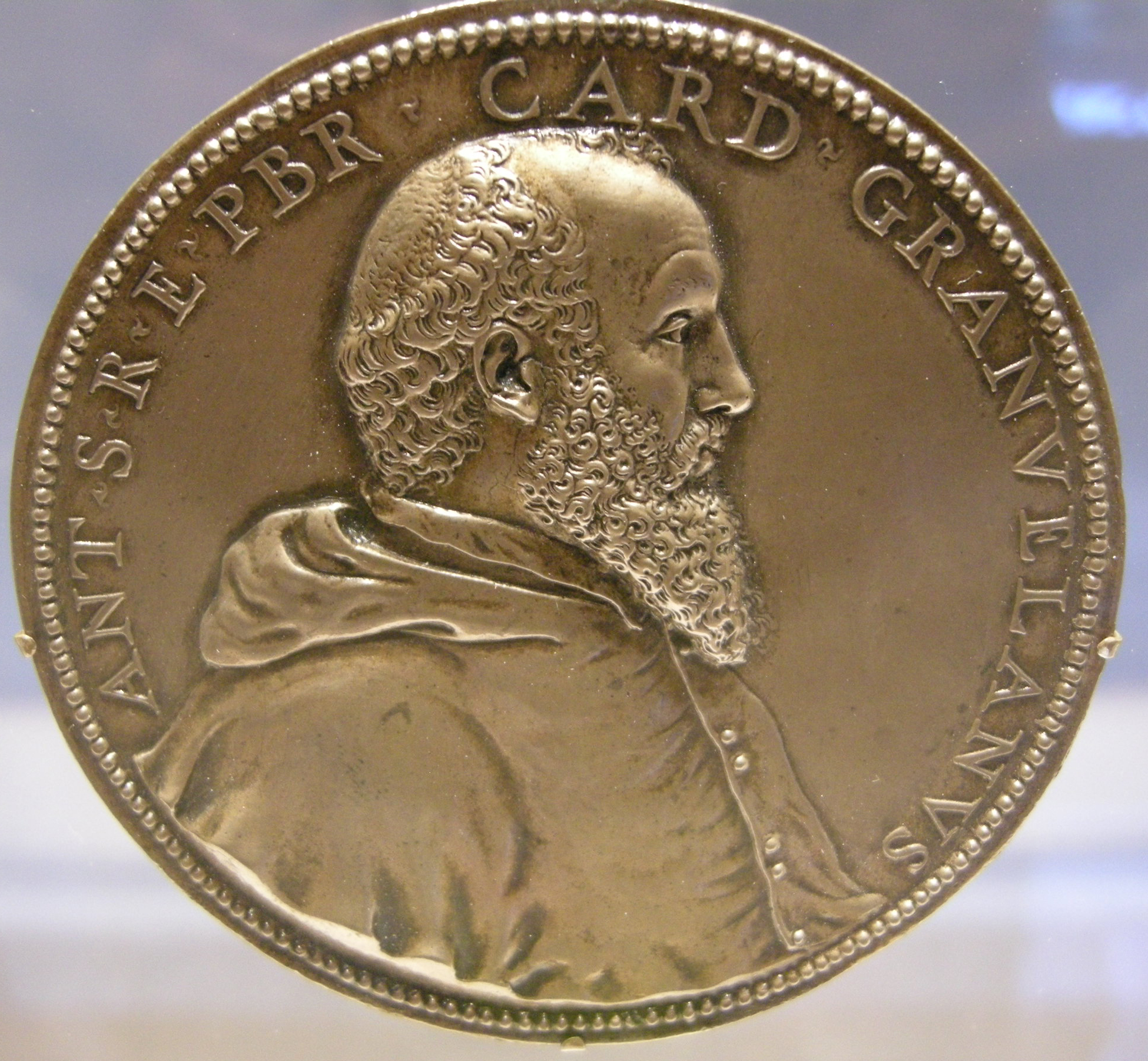
Medalha do Cardeal por Jacques Jonghelinck

Em 1550, sucedeu ao pai no cargo de secretário de Estado; nesta qualidade ele assistiu Carlos V, Sacro Imperador na guerra com Maurício da Saxônia, acompanhou-o na fuga de Innsbruck, e depois redigiu a Paz de Passau (agosto de 1552).
No ano seguinte, ele e Simon Renard, embaixador de Carlos V junto à rainha Maria I da Inglaterra, conduziram as negociações para o casamento de Maria e Filipe II da Espanha. Foi para Filipe em 1555, com a abdicação do imperador, que Granvelle transferiu seus serviços, e por quem foi empregado na Holanda.
Em abril de 1559, Granvelle foi um dos signatários espanhóis do Tratado de Cateau-Cambrésis e, com a retirada de Filipe da Holanda em agosto do mesmo ano, foi sub-repticiamente nomeado conselheiro-chefe da regente Margarida de Parma.
A política de repressão que exerceu nessa função durante os cinco anos seguintes garantiu-lhe muitas recompensas tangíveis: em 1560 foi elevado à sé arcebispal de Mechelen e em 1561 tornou-se cardeal; mas a crescente hostilidade de um povo cujas convicções religiosas ele se opôs acabou impossibilitando-o de continuar na Holanda. A conselho de seu mestre real, ele se retirou para Franche-Comté em março de 1564.
Depois de uma visita a Roma em 1565; em novembro de 1566 foi nomeado membro da Congregação de "Principi", o centro da política externa dos Estados papais, pelo Papa Pio V.
Em 1570, Granvelle, a pedido de Filipe, ajudou a organizar a aliança entre o papado, Veneza e Espanha contra os turcos, aliança que foi responsável pela vitória de Lepanto no ano seguinte. No mesmo ano tornou-se vice-rei de Nápoles, cargo de alguma dificuldade e perigo, que por cinco anos ocupou com habilidade e sucesso. Ele foi convocado a Madrid em 1575 por Filipe II para ser presidente do conselho para assuntos italianos.
Entre as negociações mais delicadas de seus últimos anos estavam as de 1580, que tinham por objetivo a união definitiva das coroas de Espanha e Portugal, e as de 1584, que resultaram em um cheque para a França pelo casamento da infanta espanhola Catarina a Carlos Emanuel I de Saboia.
No mesmo ano foi feito arcebispo de Besançon, mas entretanto foi acometido de uma doença prolongada; ele nunca foi entronizado, mas morreu em Madrid em 1586. Seu corpo foi levado para a Catedral de Besançon, onde seu pai havia sido enterrado. Ele está sepultado na Catedral de Saint Rumbold, Mechelen.

## Colecionador de arte
Granvelle tinha uma famosa coleção de arte, que apresentava parcialmente os artistas favoritos de seus patronos dos Habsburgos, como Ticiano e Leone Leoni, mas também incluía várias obras de Pieter Bruegel, bem como uma coleção significativa herdada de seu pai.